# Trifolio
Trifolio (en latín, Trifolius presbyter) fue un teólogo y presbítero (sacerdote) que vivió a comienzos del siglo VI.

## Biografía
No se conoce de él más que su oficio de presbítero y se le supone romano. Es conocido por su Epistula ad beatum Faustum senatorem contra Ioannem Scytham monachum de 519-20 d. C., provocada por la visita de unos monjes escitas al papa Hormisdas en Roma para consultar una cuestión cristológica sobre la Santísima Trinidad, la llamada doctrina teopásquica, en la que no habían logrado la aprobación del patriarca de Constantinopla. La obra de Trifolio sirvió para rechazar su interpretación.
Los escitas estaban dirigidos por Juan Majencio y fueron a Roma en 519 con la esperanza de ganar el apoyo del citado Papa. A pesar de una tibia recepción inicial y del apoyo de Justiniano, que para entonces había comenzado a cambiar de opinión acerca de la fórmula de los monjes, fueron incapaces de ganar al papa, que se mostró reacio a ofrecer su apoyo a quienes se habían opuesto abiertamente a sus legados en Constantinopla. El senador romano Fausto pidió consejo al presbítero Trifolio y este escribió dicha epístola, en que se manifestaba contra la traducción al latín por parte de Dionisio el Exiguo de la Carta de San Proclo a los armenios, escrita en griego. A dicha carta había añadido este un prefacio en que defendía la interpretación de los monjes escitas (la fórmula Unus ex Trinitate passus est), que Trifolio combatió con al menos ocho sutiles argumentos y con la consideración de que, según él, no se encontraba en los cuatro concilios y ya había sido condenada en el Concilio de Calcedonia.

## Obras
La "Epistula ad beatum Faustum senatorem contra Ioannem Scytham monachum" se contiene en Boetii, Ennodii Felicis, Trifolii presbyteriani, Hormisdae papae, Elpidis uxoris Boetii Opera omnia, 
Migne, Parisiis, 1882. 